# Elevador do Bom Jesus
O Elevador do Bom Jesus localiza-se no Santuário do Bom Jesus do Monte, na freguesia de Tenões, na cidade e município de Braga, distrito de mesmo nome, em Portugal.
Operado pela Confraria do Bom Jesus do Monte, liga a parte alta da cidade ao Santuário, vencendo um desnível de mais de cem metros de altura, e segue um percurso paralelo ao dos Escadórios do Bom Jesus, terminando, na parte mais alta, junto à estátua equestre de São Longuinho.
Sendo o primeiro funicular construído na Península Ibérica, é atualmente o mais antigo em serviço no mundo a utilizar o sistema de contrapeso de água.
Em 23 de Maio de 2013 foi classificado como Monumento de Interesse Público.

## História
Foi construído por iniciativa do empresário bracarense Manuel Joaquim Gomes (1840-1894) com o objetivo de substituir a linha dos americanos de Braga (veículos sobre carris puxados por cavalos), que originalmente se estendia até ao santuário e que tinha de ter a sua tração complementada por bois na íngreme subida em dias de maior afluência.

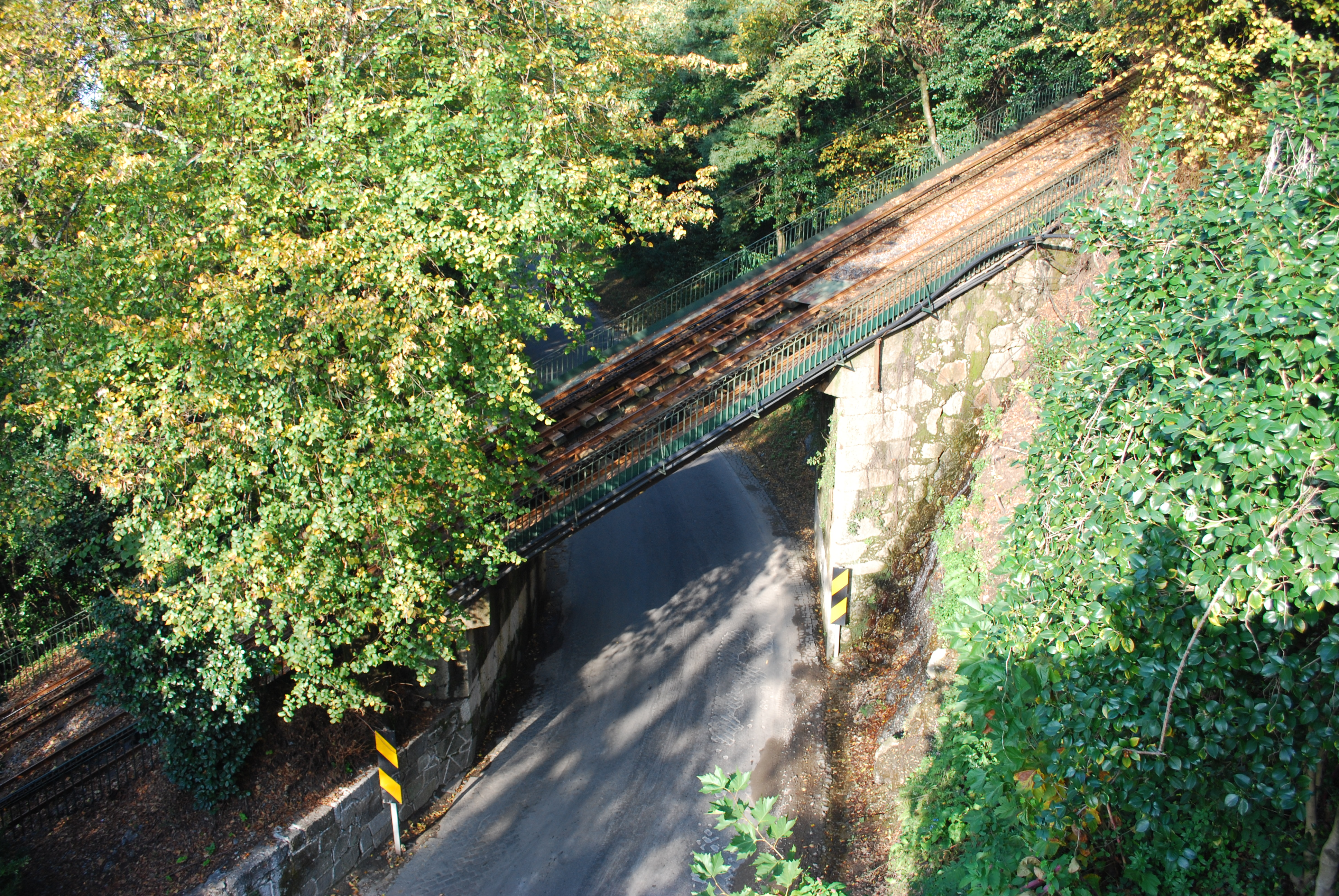
A via sobre a Estrada do Bom Jesus.

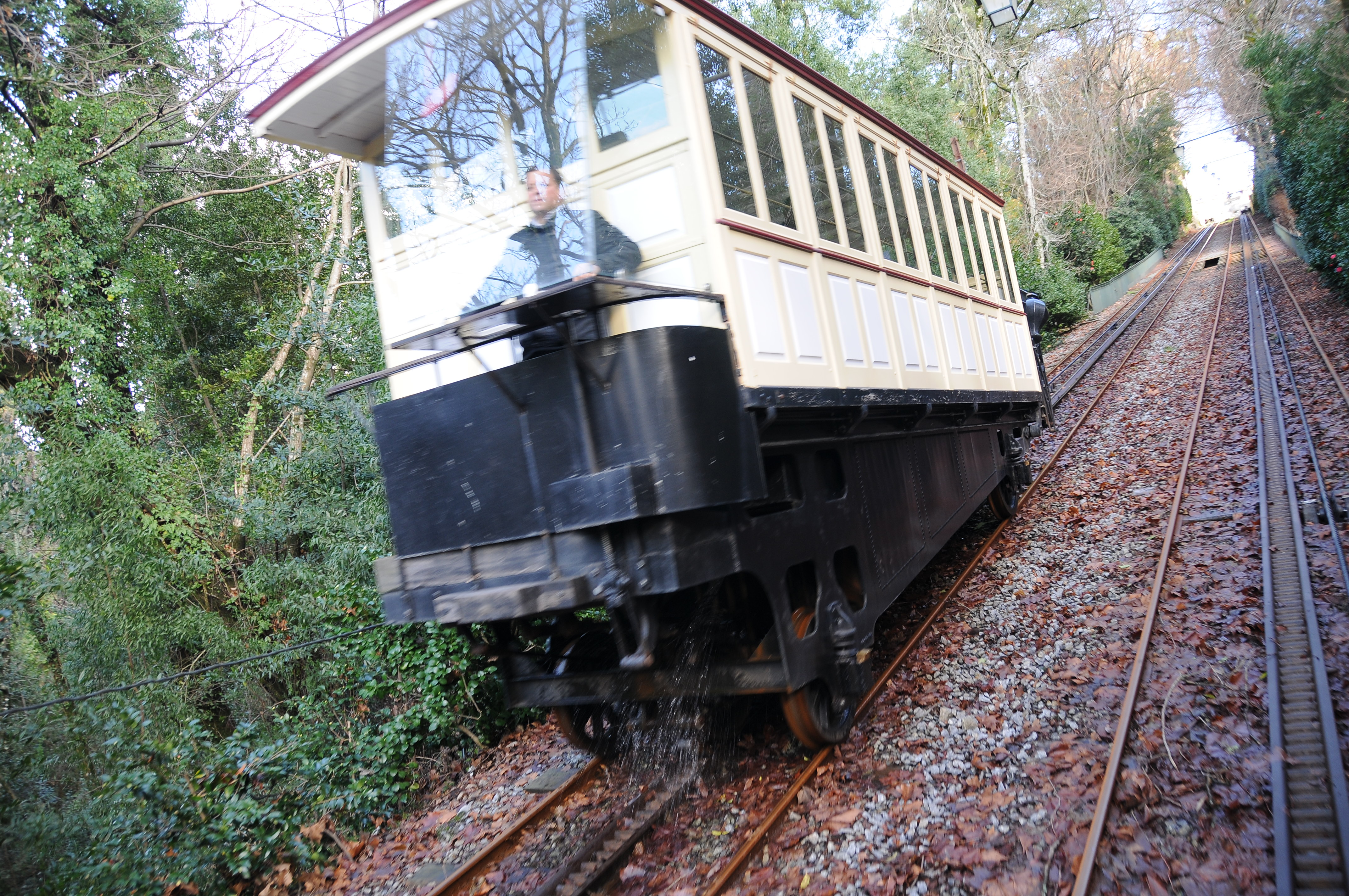
Carro em funcionamento.

O projeto foi da autoria do engenheiro suíço Niklaus Riggenbach que, a partir do seu país enviou todas as indicações necessárias para a execução do projeto e instalação dos equipamentos. Os trabalhos foram iniciados em março de 1880, com colaboração técnica do engenheiro português de ascendência francesa Raul Mesnier du Ponsard que, no local, superintendeu os trabalhos. A inauguração ocorreu em 25 de março de 1882 (142 anos). (O seu sucesso foi de tal ordem que, nesse mesmo ano, constituiu-se em Lisboa a Companhia dos Ascensores, que convidou Mesnier para projetar e instalar na capital portuguesa uma série de elevadores funiculares e de carros de cabo sem fim — os primeiros dos quais se encontram até hoje em funcionamento.)
A campanha de reparações levada a cabo em 1946 utilizou material oriundo do desmantelamento do Comboio do Monte, na cidade do Funchal, na ilha da Madeira.

## Características
Funciona sobre uma rampa, sendo constituído por duas cabines independentes, ligadas entre si por um sistema funicular com contrapeso de água. Cada cabine tem um depósito, que é cheio de água quando no nível superior, e esvaziado quando no inferior. A diferença de pesos assim obtida permite a deslocação. A quantidade de água é calculada em função do número de passageiros nas cabines, a cada viagem.

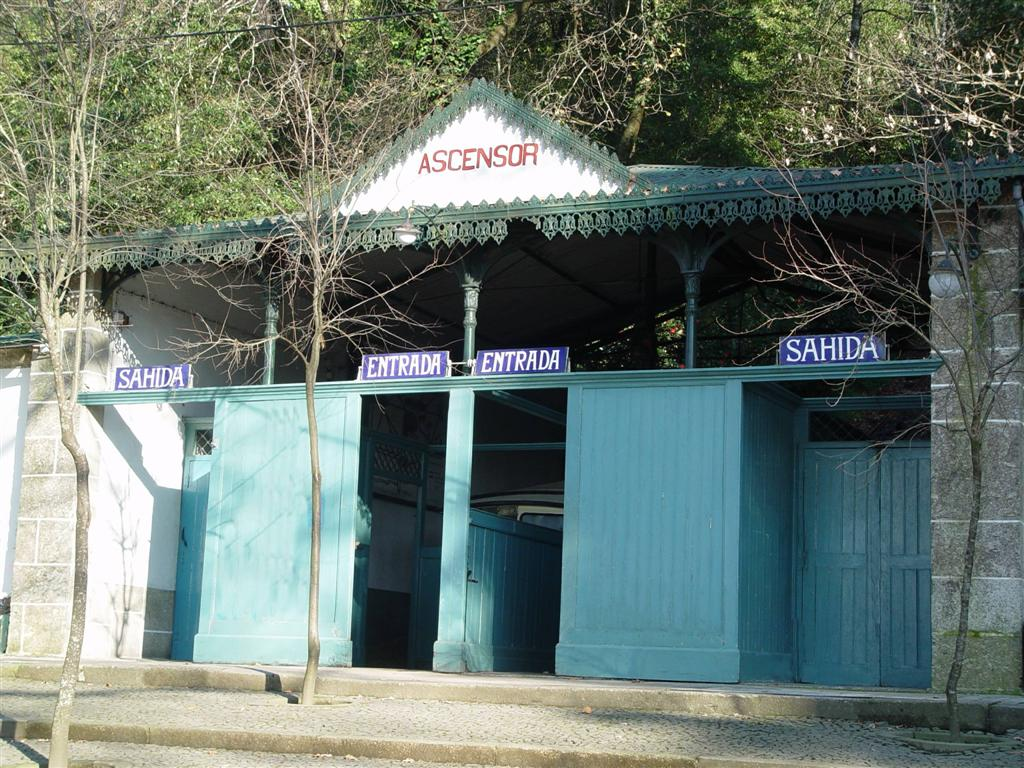
Entrada, no sopé do monte (século XXI).

- Distância: 274 m
- Desnível: 116 m
- Inclinação: 42%
- Entrada, no sopé do monte (século XXI).Tempo de Viagem: 2,5 - 4 min., dependendo do número de passageiros
- Velocidade média: 1,2 - 1,8 m/s

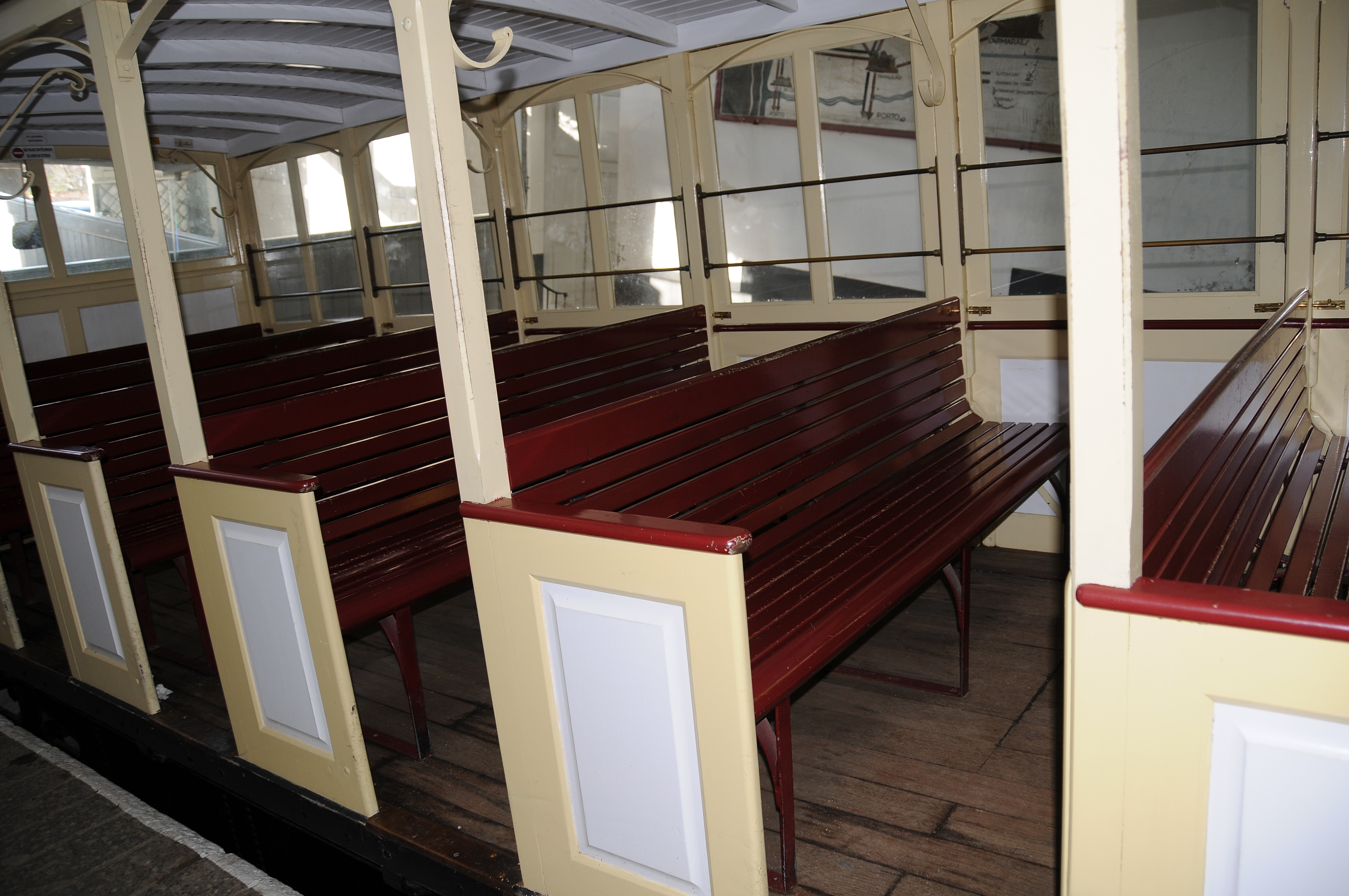
Aspeto do interior dum carro.

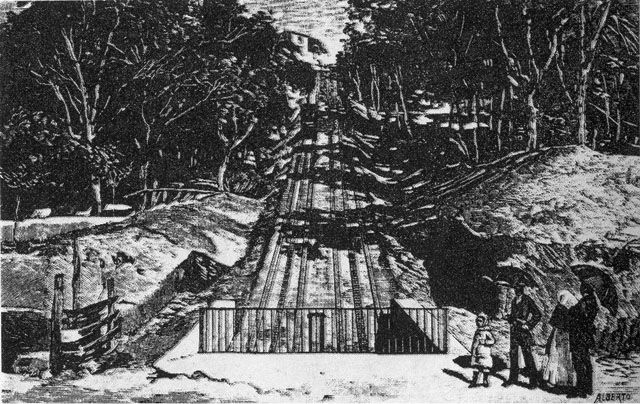
Entrada, no sopé do monte (século XIX).

### Linha
- Linha do elevador: composta por duas vias paralelas, cada uma das quais com duplo carril e cremalheira central.
- Bitola: 1435 mm (bitola internacional)

### Cabo
- Data da Substituição do Cabo: 1956
- Comprimento do cabo de aço: 300 m
- Diâmetro do Cabo: 38 mm
- Peso do Cabo: 1500 kg

### Cabina
- Peso da Cabina: 5000 kg (as cabines foram construídas na Suiça pela empresa SLM - Oficinas de Olten[4])
- Número de passageiros por cabina: 38 (30 sentados)
- Capacidade do depósito de água: 5850 ℓCarro do lado noroeste na estação-topo, antes e depois da renovação rétro de 2006, que recuperou a traça original: Note-se a cabina de comando, agora em material transparente.

## Horário de funcionamento
- Das 08h às 20h
- 7 dias por semana
- Viagens de 30 em 30 minutos